# (10247) Amphiaraos
(10247) Amphiaraos, désignation internationale (10247) Amphiaraos, est un astéroïde troyen jovien.

## Description
(10247) Amphiaraos est un astéroïde troyen jovien, camp grec, c'est-à-dire situé au point de Lagrange L4 du système Soleil-Jupiter. Il présente une orbite caractérisée par un demi-grand axe de 5,255 UA, une excentricité de 0,009 et une inclinaison de 4,2° par rapport à l'écliptique.
Il est nommé en référence au personnage de la mythologie grecque Amphiaraos, acteur du conflit légendaire de la guerre de Troie.

## Compléments